# Eleições presidenciais no Quirguistão em 2011
As eleições presidenciais quirguizes de 2011 foram realizadas em 30 de outubro, para substituir a presidente interina, Roza Otunbayeva. Foram as primeiras eleições democráticas do Quirguistão, que ocorreram após a revolução de 2010 que derrubou Kurmanbek Bakiyev e transformou o país em uma república parlamentarista. O ex-primeiro-ministro, e um dos principais colaboradores da revolução, Almazbek Atambayev, líder do Partido Social Democrata (SDPK), venceu no primeiro turno com 63,8% dos votos, em uma participação de 61,29% do eleitorado. Ele assumiu em 1 de dezembro.

## Contexto
A eleição se seguiu aos distúrbios de 2010 que derrubaram Kurmanbek Bakyev. A derrubada de Bakyev foi causada, entre outros, pela crise energética que afetava o país desde 2009, e a dependência política cada vez mais aumentada da Rússia. Além disso, o governo de Bakyev não cumpriu a maioria das promessas políticas inicialmente feitas, como a quase absoluta remoção do poder do presidente sob a Constituição de 1993. Anteriormente, Bakyev havia chegado ao poder como resultado da Revolução das Tulipas, que havia derrubado o autoritário Askar Akayev, que governava o país desde a independência.

## Referendo constitucional
Após a derrubada de Bakyev, um governo interino foi formado por Roza Otunbayeva, que foi reconhecida como presidente do parlamento. Em 19 de maio, foi anunciado que as eleições presidenciais não seriam realizadas em 10 de outubro, juntamente com as eleições parlamentares, mas em 30 de outubro, e que Otunbayeva permaneceria presidente até 31 de dezembro de 2011. Um mês depois, em 27 de junho, ele aprovou, por meio de um referendo contendo apenas a questão "Democracia, sim ou não?", uma constituição parlamentar que curou muito os poderes do Presidente e do primeiro-ministro. Além disso, o mandato constitucional existente foi substituído por um dos seis anos, mas proibindo expressamente sua reeleição. Por causa disso, Otunbayeva decidiu não concorrer à eleição.
De acordo com a nova constituição, o Poder Legislativo repousa em um parlamento, chamado Jogorku Kenesh, composto por uma única câmara de 120 deputados. A reforma estabeleceu que nenhum partido poderia controlar mais de 65 assentos, com a intenção de evitar a maioria absoluta que deixaria o resto dos partidos ineficaz. Pelo contrário, alguns direitos foram assegurados aos partidos minoritários, como presidências de comitês orçamentários e questões legais. Também estão incluídas limitações à imunidade dos deputados.
O Jogorku Kenesh eleito em 2010 consistia de parlamentares de cinco partidos: Ata-Zhurt, o Partido Social Democrata, Respublika, Ar-Namys e o Partido Socialista Ata-Meken, com uma coalizão que, se o governo durasse até o final de 2016, deixaria Ata-Zhurt como o único partido de oposição. No entanto, a coalizão entraria em colapso após uma crise econômica alguns meses depois, após a eleição presidencial, e seria substituída por uma nova.

## Candidatos
A Comissão Eleitoral Central anunciou que 83 candidatos compareceram para participar da eleição antes do prazo final de 16 de agosto. Dezesseis partidos políticos apresentaram seus candidatos, enquanto os demais eram candidatos independentes. Os candidatos tiveram que coletar 30.000 assinaturas, pagar uma taxa de 100.000 som quirguiz, e passar em um exame de idioma televisionado para trabalhar para o cargo de presidente. Dezesseis candidatos foram então qualificados para participar da eleição.
Os candidatos incluíram o primeiro-ministro Almazbek Atambayev, líder do Partido Social Democrata do Quirguistão, que renunciou ao cargo em setembro para concorrer, foi visto pelas pesquisas como "O Portador padrão das Reformas"; ex-ministro de emergência Kamchybek Tashiev, líder do partido Ata-Zhurt; ex-Chefe de Estado de Segurança Adakhan Madumarov; ex-procurador-geral Kubatbek Baibolov; Sooronbay Dyikanov; ex-presidente da Suprema Corte do Quirguistão Kurmanbek Osmonov; e o ex-prefeito de Bisqueque, Marat Sultanov.
Omurbek Tekebayev, líder do Partido Socialista Ata-Meken, e um dos principais líderes da oposição do país, que já havia participado das eleições de 1995 e 2000, afirmou que não concorreria à presidência em 22 de setembro.

## Resultados
O ex-primeiro-ministro Atambayev venceu a eleição presidencial por uma ampla margem no primeiro turno e tornou-se o novo presidente do Quirguistão. Madumarov ficou em segundo lugar com quase 15%, e em terceiro lugar Tashiev com 14%. Nenhum dos outros candidatos ultrapassou 1%. A participação ultrapassou os 50% necessários para que a eleição fosse considerada válida. Após a votação, Atambayev declarou: "Um sistema parlamentar é mais adequado ao espírito nômade do povo quirguiz". Depois que 95% dos votos sugeridos de Atambayev tiveram mais de 60%, seu porta-voz de campanha Kadyr Toktogulov disse que "Atambayev ganhou uma vitória nacional. Há uma fração muito pequena do número de votos que ele obteve no norte e sul.
| Candidato                            | Partido                              | Votos     | %      |
| ------------------------------------ | ------------------------------------ | --------- | ------ |
| Almazbek Atambayev                   | Partido Social Democrata             | 1,161,929 | 63.52  |
| Adakhan Madumarov                    | Butun Quirguistão                    | 274,639   | 14.78  |
| Kamchybek Tashiev                    | Ata-Zhurt                            | 266,189   | 14.62  |
| Temirbek Asanbekov                   | Meken Yntymagy                       | 17,232    | 0.95   |
| Omurbek Suvanaliev                   | Independente                         | 16,143    | 0.89   |
| Kubatbek Baibolov                    | Independente                         | 15,427    | 0.85   |
| Tursunbai Bakir Uulu                 | Quirguistão Erkin                    | 15,195    | 0.83   |
| Anarbek Kalmatov                     | Ar-Namys                             | 13,609    | 0.75   |
| Arstanbek Abdyldayev                 | El Uchun                             | 8,770     | 0.48   |
| Marat Imankulov                      | Independente                         | 5,578     | 0.31   |
| Kubanychbek Isabekov                 | Independente                         | 3,239     | 0.18   |
| Kurmanbek Osmonov                    | Independente                         | 2,452     | 0.13   |
| Akbaraly Aitikeev                    | Independente                         | 2,081     | 0.11   |
| Torobaev Kolubaev                    | Independente                         | 1,941     | 0.11   |
| Sooronbai Dyykanov                   | Independente                         | 1,339     | 0.07   |
| Almazbek Karimov                     | Independente                         | 1,305     | 0.07   |
| Contra todos                         | Contra todos                         | 13,419    | 0.74   |
| Total                                | Total                                | 1,820,487 | 100.00 |
|                                      |                                      |           |        |
| Votos válidos                        | Votos válidos                        | 1,820,487 | 97.95  |
| Votos inválidos/em branco            | Votos inválidos/em branco            | 38,145    | 2.05   |
| Total de votos                       | Total de votos                       | 1,858,632 | 100.00 |
| Eleitores registrados/comparecimento | Eleitores registrados/comparecimento | 3,032,666 | 61.29  |